# Подгорна Вікторія Валентинівна
Вікторія Валентинівна Подгорна (нар. 10 лютого 1969, м. Сніжне, Донецька область) — український підприємець. Займається експертною, консультативною та науковою діяльністю. Народний депутат України 9-го скликання.

## Життєпис
Закінчила факультет політології Харківського державного університету (спеціальність «Історія, політологія»). Навчалась в аспірантурі на кафедрі філософії Харківського державного університету. Кандидат філософських наук з соціальної філософії.
Була керівником проєкту «Менеджмент консалтинг груп», працювала головним консультантом Національного інституту стратегічних досліджень.
Голова правління, засновник і виконавчий директор ГО «Громадська рада смарт сіті».
Подгорна є членом Координаційної ради з питань розвитку цифрової економіки та суспільства. Експерт ГО «Хай-тек офіс Україна».
Брала участь в розробці стратегій розвитку міста Біла Церква, Одеської області, координувала стратегічну групу по створенню стратегії Kyiv Smart City, була координатором та засновником Платформи міських інновацій.
Кандидат у народні депутати від партії «Слуга народу» на парламентських виборах 2019 року, № 128 у списку. На час виборів: експерт громадської спілки «Хай-тек офіс Україна». Проживає в м. Києві. Належить до групи ліберально налаштованих народних депутатів фракції «Слуга народу».
У 2021 році опублікувала книжку: «Українська політика: невивчені уроки».

### Парламентська діяльність
Член Комітету Верховної Ради України з питань цифрової трансформації. Співголова групи з міжпарламентських зв'язків з Королівством Данія.
Голова підкомітету з електронної демократії.
Співголова робочої групи по створенню законопроєкту «Про політичні партії».
Співавтор закону «Про внесення змін до деяких законодавчих актів України щодо заборони політичних партій».
Член робочої групи з підготовки комплексних законодавчих пропозицій щодо внесення змін до законів України у сфері парламентського права.